# Pennsylvania ValleyDawgs
I Pennsylvania ValleyDawgs sono stati una franchigia di pallacanestro della USBL, con sede ad Easton, in Pennsylvania, attivi tra il 1999 e il 2006.
Raggiunsero tre volte la finale, vincendo quelle del 2001 (100-91 ai Dodge City Legend)e del 2004 (118-116 ai Brooklyn Kings), e perdendo quella del 2003 (sconfitti 97-96 dai Dodge City Legend).
Si sciolsero alla fine della stagione 2006.

## Palmarès
- United States Basketball League: 2

2001, 2004

## Stagioni
| Stagione | Lega | Denominazione            | V  | P  | %    | Piazzamento | Play-off         |
| -------- | ---- | ------------------------ | -- | -- | ---- | ----------- | ---------------- |
| 1999     | USBL | Pennsylvania ValleyDawgs | 18 | 9  | 66,7 | 3º          | Semifinale       |
| 2000     | USBL | Pennsylvania ValleyDawgs | 20 | 10 | 66,7 | 1º          | Quarti di finale |
| 2001     | USBL | Pennsylvania ValleyDawgs | 18 | 12 | 60,0 | 2º          | Campioni         |
| 2002     | USBL | Pennsylvania ValleyDawgs | 14 | 16 | 46,7 | 3º          | Quarti di finale |
| 2003     | USBL | Pennsylvania ValleyDawgs | 23 | 7  | 76,7 | 1º          | Finale           |
| 2004     | USBL | Pennsylvania ValleyDawgs | 20 | 10 | 60,0 | 1º          | Campioni         |
| 2005     | USBL | Pennsylvania ValleyDawgs | 12 | 18 | 40,0 | 3º          | Quarti di finale |
| 2006     | USBL | Pennsylvania ValleyDawgs | 2  | 27 | 6,9  | 3º          | -                |